# 15e cérémonie des Critics' Choice Movie Awards
La 15e cérémonie des Critics' Choice Movie Awards, décernés par la Broadcast Film Critics Association, a eu lieu le 15 janvier 2010, et a récompensé les films sortis en 2009.

## Palmarès

### Meilleur film
- Démineurs (The Hurt Locker)
  - Avatar
  - Une éducation (An Education)
  - Inglourious Basterds
  - Invictus
  - Nine
  - Precious (Precious: Based on the Novel 'Push' by Sapphire)
  - A Serious Man
  - Là-haut (Up)
  - In the Air (Up in the Air)

### Meilleur acteur
- Jeff Bridges pour le rôle de Bad Blake dans Crazy Heart
  - George Clooney pour le rôle de Ryan Bingham dans In the Air (Up in the Air)
  - Colin Firth pour le rôle de George dans A Single Man
  - Morgan Freeman pour le rôle de Nelson Mandela dans Invictus
  - Viggo Mortensen pour le rôle du père dans La Route (The Road )
  - Jeremy Renner pour le rôle du Sergent William James dans Démineurs (The Hurt Locker)

### Meilleure actrice
- Sandra Bullock pour le rôle de Leigh Anne Tuohy dans The Blind Side
- Meryl Streep pour le rôle de Julia Child dans Julie & Julia
  - Emily Blunt pour le rôle de Victoria dans Victoria : Les Jeunes Années d'une reine (The Young Victoria)
  - Carey Mulligan pour le rôle de Jenny dans Une éducation (An Education)
  - Saoirse Ronan pour le rôle de Susie Salmon dans Lovely Bones (The Lovely Bones)
  - Gabourey Sidibe pour le rôle de Claireece "Precious" Jones dans Precious (Precious: Based on the Novel 'Push' by Sapphire)

### Meilleur acteur dans un second rôle
- Christoph Waltz pour le rôle du Colonel Hans Landa dans Inglourious Basterds
  - Matt Damon pour le rôle de Francois Pienaar dans Invictus
  - Woody Harrelson pour le rôle du Capitaine Tony Stone dans The Messenger
  - Christian McKay pour le rôle d'Orson Welles dans Me and Orson Welles
  - Alfred Molina pour le rôle de Jack dans Une éducation (An Education)
  - Stanley Tucci pour le rôle de George Harvey dans  Lovely Bones (The Lovely Bones)

### Meilleure actrice dans un second rôle
- Mo'Nique pour le rôle de Mary Lee Johnston dans Precious (Precious: Based on the Novel 'Push' by Sapphire)
  - Marion Cotillard pour le rôle de Luisa Contini dans Nine
  - Vera Farmiga pour le rôle d'Alex dans In the Air (Up in the Air)
  - Anna Kendrick pour le rôle de Natalie Keener dans In the Air (Up in the Air)
  - Julianne Moore pour le rôle de Charlotte dans A Single Man
  - Samantha Morton pour le rôle d'Olivia Pitterson dans The Messenger

### Meilleur espoir
- Saoirse Ronan pour le rôle de Susie Salmon dans Lovely Bones (The Lovely Bones)
  - Jae Head pour le rôle de Sean Tuohy Jr. dans The Blind Side
  - Bailee Madison pour le rôle de Isabelle Cahill dans Brothers
  - Max Records pour le rôle de Max dans Max et les maximonstres (Where The Wild Things Are)
  - Kodi Smit-McPhee pour le rôle du fils dans La Route (The Road)

### Meilleure distribution
- Inglourious Basterds
  - Nine
  - Precious (Precious: Based on the Novel 'Push' by Sapphire)
  - Star Trek
  - In the Air (Up in the Air)

### Meilleur réalisateur
- Kathryn Bigelow - Démineurs (The Hurt Locker)
  - James Cameron - Avatar
  - Lee Daniels - Precious (Precious: Based on the Novel 'Push' by Sapphire)
  - Clint Eastwood - Invictus
  - Jason Reitman - In the Air (Up in the Air)
  - Quentin Tarantino - Inglourious Basterds

### Meilleur scénario original
- Quentin Tarantino - Inglourious Basterds
  - Mark Boal - Démineurs (The Hurt Locker)
  - Joel et Ethan Coen - A Serious Man
  - Scott Neustadter et Michael H. Weber - (500) jours ensemble ((500) Days of Summer)
  - Bob Peterson et Peter Docter - Là-haut (Up)

### Meilleur scénario adapté
- Jason Reitman et Sheldon Turner - In the Air (Up in the Air)
  - Wes Anderson et Noah Baumbach - Fantastic Mr. Fox
  - Neill Blomkamp et Terri Tatchell - District 9
  - Geoffrey Fletcher - Precious (Precious: Based on the Novel 'Push' by Sapphire)
  - Tom Ford et David Searce - A Single Man
  - Nick Hornby - Une éducation (An Education)

### Meilleure photographie
- Avatar
  - Démineurs (The Hurt Locker)
  - Inglourious Basterds
  - Lovely Bones (The Lovely Bones) – Andrew Lesnie
  - Nine

### Meilleure direction artistique
- Avatar
  - A Single Man
  - Inglourious Basterds
  - Lovely Bones (The Lovely Bones)
  - Nine

### Meilleur montage
- Avatar
  - Démineurs (The Hurt Locker)
  - Nine
  - In the Air (Up in the Air)
  - Inglourious Basterds

### Meilleurs costumes
- Victoria : Les Jeunes Années d'une reine (The Young Victoria)
  - Bright Star
  - Nine
  - Max et les maximonstres (Where the Wild Things Are)
  - Inglourious Basterds

### Meilleur maquillage
- District 9
  - Avatar
  - Nine
  - La Route (The Road )
  - Star Trek

### Meilleurs effets visuels
- Avatar
  - 2012
  - District 9
  - Lovely Bones (The Lovely Bones)
  - Star Trek

### Meilleur son
- Avatar
  - District 9
  - Démineurs (The Hurt Locker)
  - Nine
  - Star Trek

### Meilleur film en langue étrangère
- Étreintes brisées (Los abrazos rotos) •  Espagne
  - Coco avant Chanel •  France
  - Les Trois Royaumes (赤壁) •  Chine
  - Le Ruban blanc (Das weiße Band) •  Allemagne/ Autriche/ France/ Italie
  - Sin Nombre •  Mexique/ États-Unis

### Meilleur film d'action
- Avatar
  - Démineurs (The Hurt Locker)
  - District 9
  - Star Trek
  - Inglourious Basterds

### Meilleure comédie
- Very Bad Trip (The Hangover)
  - (500) jours ensemble ((500) Days of Summer)
  - Pas si simple (It's Complicated)
  - La Proposition (The Proposal)
  - Bienvenue à Zombieland (Zombieland)

### Meilleur film d'animation
- Là-haut (Up)
  - Tempête de boulettes géantes (Cloudy with a Chance of Meatballs)
  - Coraline
  - Fantastic Mr. Fox
  - La Princesse et la Grenouille (The Princess And The Frog)

### Meilleur documentaire
- The Cove
  - Anvil! The Story of Anvil
  - Capitalism : A Love Story
  - Food, Inc.
  - This Is It

### Meilleur téléfilm
- Grey Gardens 
  - Gifted Hands
  - Into The Storm
  - Taking Chance

### Meilleure chanson originale
- "The Weary Kind" - Crazy Heart
  - "All Is Love" - Max et les maximonstres (Where the Wild Things Are)
  - "Almost There" - La Princesse et la Grenouille (The Princess And The Frog)
  - "Cinema Italiano", interprétée par Kate Hudson - Nine
  - "(I Want To) Come Home", interprétée par Paul McCartney - Everybody's Fine

### Meilleur compositeur
- Là-haut (Up) - Michael Giacchino
  - The Informant! - Marvin Hamlisch
  - La Princesse et la Grenouille (The Princess And The Frog) - Randy Newman
  - Sherlock Holmes - Hans Zimmer
  - Max et les maximonstres (Where the Wild Things Are) - Carter Burwell et Karen Orzolek

## Joel Siegel Award
- Kevin Bacon

## Récompenses et nominations multiples

### Nominations multiples
Films
10 : Inglourious Basterds, Nine
9 : Avatar
8 : In the Air, Démineurs
6 : Precious, Lovely Bones
5 : District 9, Star Trek
4 : An Education, Max et les maximonstres, Invictus, Là-haut, A Single Man
3 : La Route, La Princesse et la Grenouille
2 : A Serious Man, Crazy Heart, Victoria : Les Jeunes Années d'une reine, The Blind Side, The Messenger, Fantastic Mr. Fox, (500) jours ensemble
Personnalités
2 : Saoirse Ronan, Jason Reitman, Quentin Tarantino

### Récompenses multiples
Films
6/9 : Avatar
3/10 : Inglourious Basterds
2/8 : Démineurs
2/4 : Là-haut
2/2 : Crazy Heart